# Place Émile-Goudeau
Place Émile-Goudeau är ett torg på Montmartre i Quartier de Clignancourt i Paris 18:e arrondissement. Place Émile-Goudeau, som är beläget där Rue Berthe och Rue Ravignan möts, är uppkallad efter den franske poeten och journalisten Émile Goudeau (1849–1906), som år 1878 grundade den litterära klubben Les Hydropathes.

## Omgivningar
- Saint-Pierre de Montmartre
- Place du Tertre
- Jardin Burq
- Place Jean-Baptiste-Clément
- Rue de la Mire

## Bilder
| - Place Émile-Goudeau. - Bateau-Lavoir. - Fontaine Wallace. - Rue de la Mire. |

## Kommunikationer
- Tunnelbana – linje  – Abbesses
- Busshållplats Gabrielle – Paris bussnät, linje 40

### Webbkällor
- ”Place Émile-Goudeau”. Mairie de Paris. http://www.v2asp.paris.fr/commun/v2asp/v2/nomenclature_voies/Voieactu/3270.nom.htm. Läst 8 april 2021.
- ”Place Émile-Goudeau”. Les rues de Paris. https://www.parisrues.com/rues18/paris-18-place-emile-goudeau.html. Läst 8 april 2021.